# Piotr Aleut
Piotr Aleut (data urodzenia nieznana, zm. 1815) – święty prawosławny. Pochodził z Aleutów. Według prawosławnej tradycji zginął zamordowany przez Hiszpanów w San Francisco. Historyk Richard Pierce, badacz rosyjskiej obecności na Alasce, uważa żywot Piotra za niewiarygodny i sfabrykowany. Współcześnie część duchownych i teologów Kościoła Prawosławnego w Ameryce podaje w wątpliwość historyczność tej postaci.  

## Informacje o życiu
Jedynym świadectwem o życiu i śmierci Piotra jest relacja Iwana Kygłaja (Kychłaja, Kychłai), również ochrzczonego przez prawosławnych misjonarzy. Według powstałego na jej podstawie żywotu późniejszy męczennik urodził się jako Cungagnaq. Imię Piotr otrzymał na chrzcie, jaki przyjął z rąk jednego z mnichów z rosyjskiej misji prawosławnej na Aleutach i Alasce. Pochodzący najprawdopodobniej z wyspy Kodiak Piotr Aleut po 1812 żył w okolicy osady rosyjskiej Fort Ross na wybrzeżu północnej Kalifornii. 
W 1815 r. grupa 24 Aleutów, kierowana przez Rosjanina Borisa Tarasowa, została pojmana przez hiszpańskich żołnierzy podczas nielegalnego polowania na foki u wybrzeży Kalifornii. W 1817 r. hiszpański gubernator Sola przekazał 15 zatrzymanych Aleutów Rosjanom, natomiast ci, którzy w Kalifornii ożenili się z miejscowymi kobietami i przeszli na katolicyzm, nie wrócili na rosyjską Alaskę.   
W 1819 r. Iwan Kuskow, dowódca Fortu Ross, przesłuchiwał Aleuta Kygłaja, który twierdził, że był jednym z zatrzymanych Aleutów i był świadkiem zamordowania jednego ze swoich towarzyszy, Piotra. Twierdził, że Piotr odmówił konwersji na katolicyzm, za co na polecenie hiszpańskiego księdza katolickiego ucięto mu ręce i wypruto wnętrzności. Sam Kygłaj miał być torturowany jako następny, jednak Hiszpanie mieli odstąpić od tego zamiaru. Kygłaj twierdził, że ostatecznie udało mu się uciec z niewoli.  
Iwan Kuskow uznał tę historię za wiarygodną i przekazał ją dalej – w rezultacie car Aleksander I polecił rosyjskim dyplomatom w Madrycie dowiedzieć się więcej o sprawie.    

## Kult
Historię Piotra za prawdziwą uważali również rosyjscy misjonarze na Alasce, w tym mnich Herman i ks. Innokientij Wieniaminow. To sprzyjało powstaniu kultu aleuckiego męczennika.   
Piotr Aleut został formalnie kanonizowany w 1980 r. przez Rosyjski Kościół Prawosławny poza granicami Rosji i niezależnie od niego przez diecezję Alaski Kościoła Prawosławnego w Ameryce (obie jurysdykcje nie utrzymywały wówczas ze sobą oficjalnych kontaktów i rywalizowały o wyznawców).    

## Wątpliwości co do historyczności postaci
Zdaniem Richarda Pierce'a, historyka badającego rosyjską kolonizację w Ameryce Północnej, historia Piotra Aleuta jest najprawdopodobniej fikcyjna. Pierce wskazuje, że aleuccy myśliwi byli zatrzymywani przez Hiszpanów, a następnie przekazywani Rosjanom, nie ma natomiast żadnej relacji o brutalnym zabójstwie któregoś z nich. Nie ma też żadnego źródła, poza jedną relacją, opisującego historię Piotra, a w jej późniejszych wersjach pojawiały się nieścisłości i błędy. Z podobnych powodów część duchownych Kościoła Prawosławnego w Ameryce również uważa, że Piotr Aleut nie istniał.   